# Christian Mansell
Christian Mansell (Maitland, 9 febbraio 2005) è un pilota automobilistico australiano, ma nel 2023 corse in Formula 3 sotto bandiera del Regno Unito.

## Carriera

### Karting e Formule minori
Dopo non aver raggiunto grandi risultati in karting nel 2019, Mansell debutta in monoposto correndo nella New South Wales Formula Race Car e nella Formula 4 australiana. L'anno seguente si trasferisce nel Regno Unito per correre a tempo pieno nella Formula 4 britannica con il team Carlin. L'australiano ottiene la vittoria a Brands Hatch e altri quattro podi chiudendo settimo in classifica.
Nel 2021 passa al Campionato GB3 rimanendo legato al team Carlin. La stagione risulta molto positiva, ottiene due vittorie e chiude al terzo posto in classifica piloti. Nello stesso periodo prende parte a tre round della Euroformula Open, uno con il team Carlin e due con il Team Motopark.
L'anno seguente partecipa full time alla Euroformula Open con il team CryptoTower Racing. Nella serie ottiene quindici podi tra cui tre vittorie, la prima ad Estoril davanti a Vladislav Lomko, la seconda al Paul Ricard davanti a Oliver Goethe e l'ultima al Hungaroring davanti al italiano Francesco Simonazzi. Questi risultati portano Mansell al terzo posto in classifica piloti.

### Formula 3
Nel 2022 oltre gli impegni nella Euroformula Open partecipa a due round della Formula 3 con il team Charouz Racing System sostituendo Zdenek Chovanec. Nelle quattro gare disputate non ottiene grandi risultati ma si dimostra più veloce dei suoi compagni.
Per la stagione 2023, Mansell partecipa al intera stagione della Formula 3, correndo per il team Campos Racing. Ad Albert Park ottiene i suoi primi punti nella serie e conquista il giro veloce. Nella prima corsa di Silverstone riesce a ottenere il su primo podio in F3 arrivando terzo dietro Franco Colapinto e Gabriel Bortoleto. Si ripete a Spa dove in gara due corsa ottiene il secondo posto dietro a Taylor Barnard. A fine stagione chiude con 64 punti in classifica che gli valgono il dodicesimo posto, secondo tra i piloti della Campos. 
Nel novembre del 2023 il pilota australiano si unisce al team ART Grand Prix correndo prima il Gran Premio di Macao. Nel inverno del 2024 corre nella Formula Regional Oceania con il team Giles Motorsport.

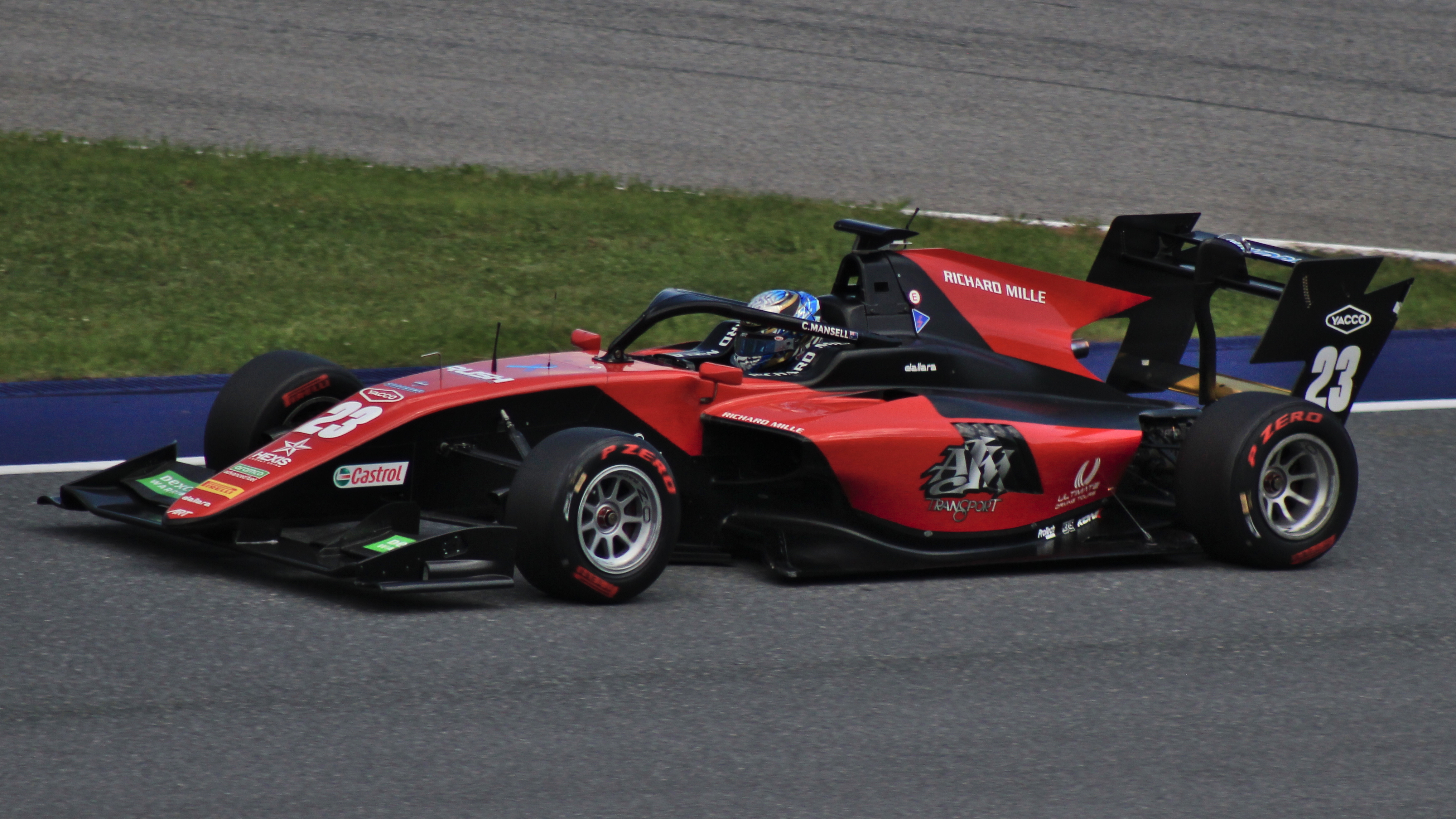
Christian Mansell alla guida della Dallara F3 nel 2024

Per la stagione 2024 Mansell è di nuovo in pista in Formula 3 correndo con l'ART Grand Prix. Nella seconda corsa stagionale a Sakhir ottiene il secondo posto dietro Luke Browning, un altro podio arriva nella seconda corsa di Montecarlo arrivando di nuovo secondo dietro a Gabriele Minì. A Barcellona ottiene la Pole position e in gara si deve accontentare di un secondo posto dietro Arvid Lindblad. In seguito ottiene un altro podio arrivando terzo nella prima corsa di Spielberg dietro Nikola Tsolov e Martinius Stenshorne e grazie alla squalifica di Gabriele Minì ottiene un altro terzo posto nel ultima gara stagionale a Monza. Chiude la sua seconda stagione completa in Formula 3 al quinto posto.

### Formula 2
Finita la stagione di Formula 3, Mansell viene ingaggiato dalla Trident per sostituire Roman Staněk in Formula 2 dal round di Baku. Per la stagione 2025 l'australiano viene confermato in Formula 2 dal team Rodin, ma nel febbraio a due settimane dal inizio della stagione annuncia che si prenderà una pausa dalle corse e non prenderà parte alla stagione 2025 della F2.

## Risultati

### Riassunto della carriera
| Stagione | Serie                            | Team                  | Gare | Vittorie | Pole | G.V | Podio | Punti | Pos. |
| -------- | -------------------------------- | --------------------- | ---- | -------- | ---- | --- | ----- | ----- | ---- |
| 2019     | Formula 4 australiana            | AGI Sport             | 6    | 0        | 0    | 0   | 0     | 0     | NC†  |
| 2019     | New South Wales Formula Race Car | AGI Sport             | 3    | 0        | 0    | 0   | 0     | 0     | NC†  |
| 2020     | Formula 4 britannica             | Carlin                | 26   | 1        | 0    | 0   | 5     | 163   | 7º   |
| 2021     | Campionato GB3                   | Carlin                | 24   | 2        | 0    | 1   | 5     | 371   | 3º   |
| 2021     | Euroformula Open                 | Carlin Motorsport     | 3    | 0        | 0    | 0   | 0     | 79    | 11º  |
| 2021     | Euroformula Open                 | Team Motopark         | 6    | 0        | 0    | 0   | 1     | 79    | 11º  |
| 2022     | Euroformula Open                 | CryptoTower Racing    | 26   | 3        | 1    | 3   | 15    | 377   | 3º   |
| 2022     | Formula 3                        | Charouz Racing System | 4    | 0        | 0    | 0   | 0     | 0     | 38º  |
| 2023     | Formula 3                        | Campos Racing         | 18   | 0        | 0    | 1   | 2     | 60    | 12º  |
| 2023     | Gran Premio di Macao             | ART Grand Prix        | 2    | 0        | 0    | 0   | 0     | 0     | 16°  |
| 2024     | Formula Regional Oceania         | Giles Motorsport      | 6    | 1        | 3    | 1   | 4     | 165   | 9°   |
| 2024     | Formula 3                        | ART Grand Prix        | 20   | 0        | 1    | 0   | 5     | 112   | 5º   |

† Mansell era un pilota ospite, non idoneo ai punti.
* Stagione in corso.

### Risultati Campionato GB3
(legenda) (Le gare in grassetto indicano la pole position) (Le gare in corsivo indicano Gpv)
| Stagione | Team              | 1   | 2   | 3   | 4   | 5   | 6   | 7    | 8    | 9    | 10  | 11  | 12  | 13  | 14  | 15  | 16  | 17  | 18  | 19  | 20  | 21  | 22   | 23   | 24   | Punti | Pos. |
| -------- | ----------------- | --- | --- | --- | --- | --- | --- | ---- | ---- | ---- | --- | --- | --- | --- | --- | --- | --- | --- | --- | --- | --- | --- | ---- | ---- | ---- | ----- | ---- |
| 2021     | Carlin Motorsport | BRH | BRH | BRH | SIL | SIL | SIL | DON1 | DON1 | DON1 | SPA | SPA | SPA | SNE | SNE | SNE | SIL | SIL | SIL | OUL | OUL | OUL | DON2 | DON2 | DON2 | 371   | 3º   |
| 2021     | Carlin Motorsport | 8   | 10  | 16  | 8   | 7   | 11  | 5    | 6    | 64   | 1   | 3   | 58  | 7   | 11  | 105 | 4   | 9   | 82  | 5   | 3   | 11  | 13   | 3    | 16   | 371   | 3º   |

### Risultati EuroFormula
(legenda) (Le gare in grassetto indicano la pole position) (Le gare in corsivo indicano Gpv)
| Anno | Team                                      | 1   | 2   | 3   | 4   | 5   | 6   | 7   | 8   | 9   | 10  | 11  | 12  | 13  | 14  | 15  | 16  | 17  | 18  | 19  | 20  | 21  | 22  | 23  | 24  | 25  | 26  | Punti | Pos. |
| ---- | ----------------------------------------- | --- | --- | --- | --- | --- | --- | --- | --- | --- | --- | --- | --- | --- | --- | --- | --- | --- | --- | --- | --- | --- | --- | --- | --- | --- | --- | ----- | ---- |
| 2021 | Carlin Motorsport (3) Team Motopark (7-8) | POR | POR | POR | LEC | LEC | LEC | SPA | SPA | SPA | HUN | HUN | HUN | IMO | IMO | IMO | RBR | RBR | RBR | MNZ | MNZ | MNZ | CAT | CAT | CAT |     |     | 79    | 11º  |
| 2021 | Carlin Motorsport (3) Team Motopark (7-8) |     |     |     |     |     |     | 5   | 4   | 6   |     |     |     |     |     |     |     |     |     | 2   | 6   | 4   | 10  | 16  | 5   |     |     | 79    | 11º  |
| 2022 | CryptoTower Racing                        | EST | EST | EST | PAU | PAU | LEC | LEC | LEC | SPA | SPA | SPA | HUN | HUN | HUN | IMO | IMO | IMO | RBR | RBR | RBR | MNZ | MNZ | MNZ | CAT | CAT | CAT | 381   | 3º   |
| 2022 | CryptoTower Racing                        | 1   | 8   | 3   | 2   | 2   | 4   | 1   | 2   | 2   | 2   | 4   | 4   | 2   | 1   | 3   | 5   | 2   | 2   | 5   | 4   | 3   | Rit | Rit | 3   | 4   | 4   | 381   | 3º   |

### Risultati Formula 3
(legenda) (Le gare in grassetto indicano la pole position) (Le gare in corsivo indicano Gpv)
| Anno | Team                  | 1   | 2   | 3   | 4   | 5   | 6   | 7   | 8   | 9   | 10  | 11  | 12  | 13  | 14  | 15  | 16  | 17  | 18  | 19  | 20  | Punti | Pos. |
| ---- | --------------------- | --- | --- | --- | --- | --- | --- | --- | --- | --- | --- | --- | --- | --- | --- | --- | --- | --- | --- | --- | --- | ----- | ---- |
| 2022 | Charouz Racing System | BHR | BHR | IMO | IMO | CAT | CAT | SIL | SIL | RBR | RBR | HUN | HUN | SPA | SPA | ZAN | ZAN | MNZ | MNZ |     |     | 0     | 38º  |
| 2022 | Charouz Racing System |     |     |     |     |     |     |     |     |     |     | 22  | 23  | Rit | 23  |     |     |     |     |     |     |       | 38º  |
| 2023 | Campos Racing         | BHR | BHR | MEL | MEL | MON | MON | CAT | CAT | RBR | RBR | SIL | SIL | HUN | HUN | SPA | SPA | MNZ | MNZ |     |     | 60    | 12º  |
| 2023 | Campos Racing         | 13  | 13  | 9   | 10  | 20  | 17  | Rit | 10  | 14  | 7   | 3   | 5   | 6   | 11  | 19  | 2   | 7   | 8   |     |     | 60    | 12º  |
| 2024 | ART Grand Prix        | SAK | SAK | MEL | MEL | IMO | IMO | MON | MON | CAT | CAT | RBR | RBR | SIL | SIL | HUN | HUN | SPA | SPA | MNZ | MNZ | 112   | 5º   |
| 2024 | ART Grand Prix        | 14  | 2   | 10  | 10  | 12  | 20  | Rit | 2   | 11  | 2   | 3   | 4   | 11  | 13  | 5   | 4   | 16  | 14  | 22  | 3   | 112   | 5º   |

### Risultati Gran Premio di Macao
| Anno | Team           | Auto            | Qualifica | Gara |
| ---- | -------------- | --------------- | --------- | ---- |
| 2023 | ART Grand Prix | Dallara F3 2019 | 20°       | 16°  |

### Risultati in Formula Regional Oceania
(legenda) (Le gare in grassetto indicano la pole position) (Le gare in corsivo indicano Gpv)
| Stagione | Team             | 1   | 2   | 3   | 4   | 5   | 6   | 7   | 8   | 9   | 10  | 11  | 12  | 13  | 14  | 15  | Punti | Pos. |
| -------- | ---------------- | --- | --- | --- | --- | --- | --- | --- | --- | --- | --- | --- | --- | --- | --- | --- | ----- | ---- |
| 2024     | Giles Motorsport | TAU | TAU | TAU | MAN | MAN | MAN | HDM | HDM | HDM | EUR | EUR | EUR | HMP | HMP | HMP | 135   | 9º   |
| 2024     | Giles Motorsport | 2   | Rit | 2   | 5   | 1   | 2   |     |     |     |     |     |     |     |     |     | 135   | 9º   |

### Risultati in Formula 2
(legenda) (Le gare in grassetto indicano la pole position) (Le gare in corsivo indicano Gpv)
| Stagione | Team    | 1   | 2   | 3   | 4   | 5   | 6   | 7   | 8   | 9   | 10  | 11  | 12  | 13  | 14  | 15  | 16  | 17  | 18  | 19  | 20  | 21  | 22  | 23  | 24  | 25  | 26  | 27  | 28  | Punti | Pos. |
| -------- | ------- | --- | --- | --- | --- | --- | --- | --- | --- | --- | --- | --- | --- | --- | --- | --- | --- | --- | --- | --- | --- | --- | --- | --- | --- | --- | --- | --- | --- | ----- | ---- |
| 2024     | Trident | BHR | BHR | JED | JED | ALB | ALB | IMO | IMO | MON | MON | CAT | CAT | RBR | RBR | SIL | SIL | HUN | HUN | SPA | SPA | MNZ | MNZ | BAK | BAK | LUS | LUS | YMC | YMC | 10    | 25°  |
| 2024     | Trident |     |     |     |     |     |     |     |     |     |     |     |     |     |     |     |     |     |     |     |     |     |     | 8   | 10  | 15  | 6   | 16  | 16  | 10    | 25°  |